# خلطات توابل

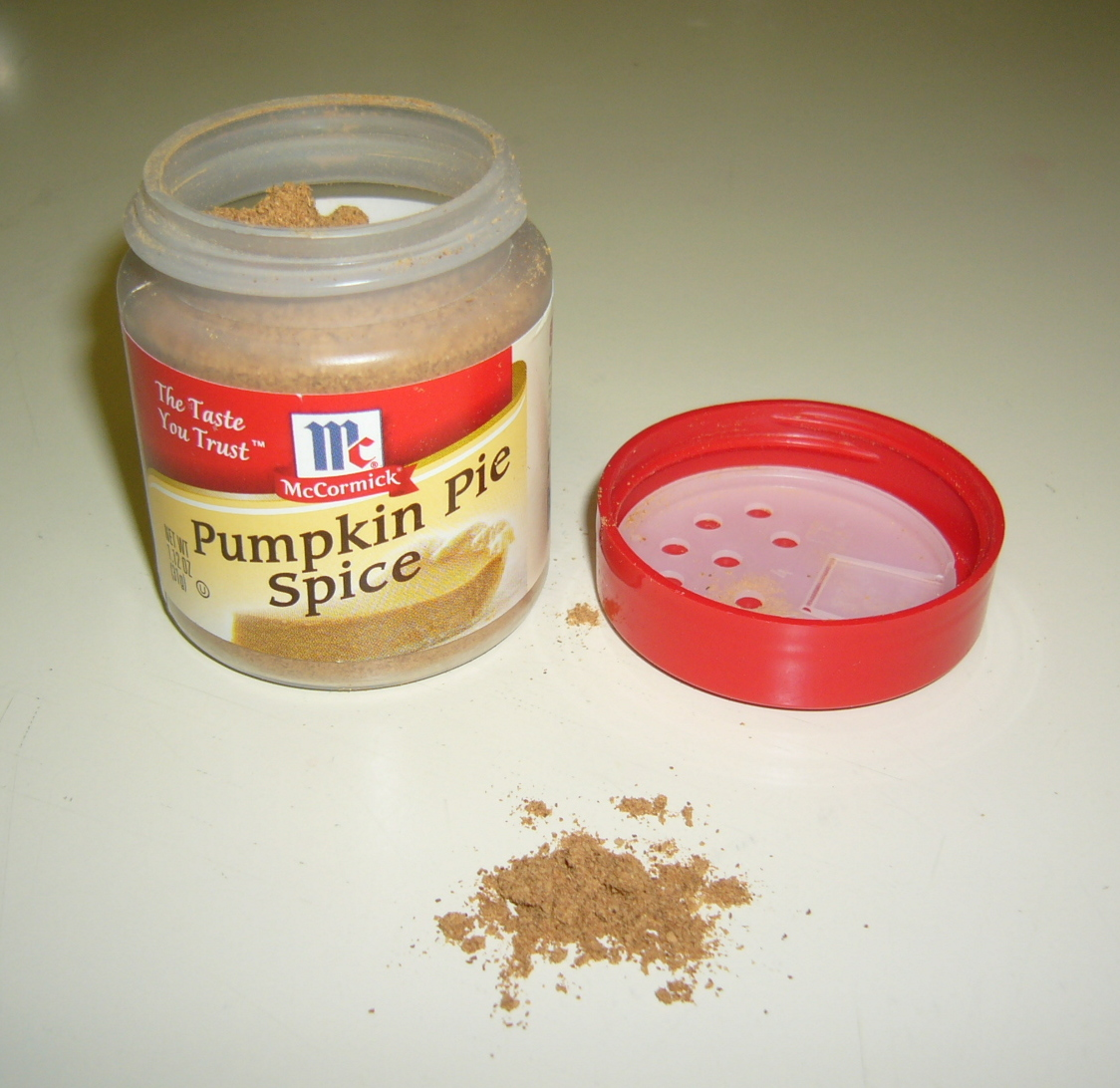
وعاء من توابل اليقطين

خلطات التوابل هي توابل أو أعشاب ممزوجة. عندما يتم طلب مجموعة معينة من الأعشاب أو التوابل في العديد من الوصفات المختلفة (أو في وصفة واحدة يتم استخدامها بشكل متكرر) فمن الملائم مزج هذه المكونات مسبقًا. عادة ما يمزج مسحوق مثل مسحوق الفلفل الحار أو مسحوق الكاري أو أعشاب دي بروفنس أو ملح الثوم أو الملح المتبل عادة ما تمزج هذه المكونات مسبقا وتكون جاهزة في محلات البقالة، وأحيانًا تكون خلطات الخبز مثل توابل قرع اليقطين متوفرة أيضًا. هذه الخلطات من التوابل يتم صنعها بسهولة من قبل الطباخ المنزلي للاستخدام في وقت لاحق.

## مصالحة
مصالحة هو مصطلح من شبه القارة الهندية عن مزيج التوابل. يمكن أن تكون مصالحة مزيجًا من التوابل المجففة (عادة ما تكون جافة ومحمرة) أو معجون (مثل vindaloo masala) مصنوع من خليط من التوابل والمكونات الأخرى - غالبًا من الثوم والزنجبيل والبصل ومعجون الفلفل الحار والطماطم. ماسالا تستخدم على نطاق واسع في المطبخ الهندي لإضافة التوابل والنكهة، ويكثر استعمالها في دجاج تكة مصالحة مسحوق الكاري. تستخدم مطابخ جنوب آسيا الأخرى بما في ذلك المطبخ الباكستاني والنيبالي والبنجلاديشي والبورمية والهندي والسريلانكي بانتظام خلطات التوابل.

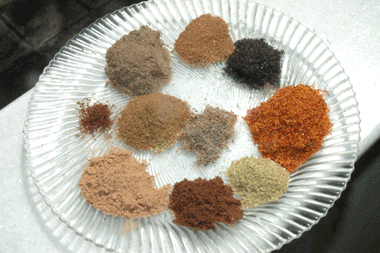
مكونات بهارات، طراز خليجي